# Antonio Casimir Cartellieri
Antonio Casimir Cartellieri (* 27. September 1772 in Danzig; † 2. September 1807 in Liebshausen, Böhmen) war ein deutsch-böhmischer Komponist der Klassik italienischer Herkunft.

## Leben und Wirken
Cartellieris Eltern waren Sänger; der Vater Antonio war ein Sohn des aus Mailand stammenden Mecklenburg-Strelitz’schen Kammersängers Anton Cartellieri, die Mutter Elisabeth, geb. Böhm, stammte aus Riga in Lettland. Als sie sich scheiden ließen (er war 14 Jahre), ging er mit seiner Mutter nach Berlin. Dort nahm er Kompositionsunterricht. 1791 fand er bei einem der Grafen Oborsky die Stellung eines Hofkomponisten und Musikdirektors. Bereits ein Jahr später feierte er in Berlin erste Erfolge mit der Kantate Contimar und Zora und der Oper Die Geisterbeschwörung. Er ging 1793 – mit einem Stipendium des Grafen – nach Wien, um weiteren Unterricht bei Antonio Salieri und Johann Georg Albrechtsberger zu nehmen. 1795 machte er Bekanntschaft mit Ludwig van Beethoven, der bei denselben Musikern studierte. In diesem Jahr stellte er sich mit dem Oratorium Gioas re di Giuda vor. Im selben Konzert trat Beethoven erstmals öffentlich in Wien als Klavierspieler und Komponist in Erscheinung. Cartellieris wachsender Ruf als Komponist verschaffte ihm 1796 eine Anstellung bei dem Fürsten Franz Joseph Maximilian von Lobkowitz auf Schloss Raudnitz und Schloss Eisenberg (Jezeří) bei Komotau in Westböhmen mit wirtschaftlicher Sicherheit und sozialem Ansehen. Am 9. Mai 1803 heiratete er in der Wiener Augustinerkirche Franziska Kraft, die 1784 geborene Tochter des Cellisten Anton Kraft; das Ehepaar hatte drei Söhne. Einer der Söhne war der Franzensbader Kurarzt Paul Cartellieri.
Mit Beethoven blieb Cartellieri bis zu seinem frühen Tod freundschaftlich verbunden.

## Werke

### Instrumental
- Divertimento Es-Dur sowie Nr. 1, Nr. 2 und Nr. 3
- Klarinettenkonzerte Nr. 1 und Nr. 3
- Klarinettenquartette Nr. 1 bis 4 und D-Dur
- Flötenkonzert G-Dur
- Sinfonien Nr. 1 c-Moll, Nr. 2 Es-Dur, Nr. 3 und Nr. 4
- Quartette für Bläser
- 1 Streichtrio
- Sextette, Partita Es-Dur Nr. 1, Nr. 2, Nr. 3 für 2 Cl, 2 Hrn, 2 Fg

### Oratorien
- Gioas re di Giuda (opera sacra) – Libretto: Pietro Metastasio (Wien, 1795)
- Per celebrar la festività natale (Weihnachtsoratorium) – Libretto: Luigi Prividali (Wien, 1806)
- La purificatione di Maria Virgine (Prag, 1807)

### Opern
- Die Geisterbeschwörung (1793)
- Anton (1796)
- Il Secreto (1804)